# 机场站 (西安地铁)
机场（T5）站位于中华人民共和国陕西省咸阳市渭城区西安咸阳国际机场东侧，是西安地铁14号线的一個車站。本站于2025年2月18日开通运营（早于航站楼自身2天开通）。由該站可以徒步至西安咸陽國際機場T5航站楼。
本站为西安机场城际轨道（14号线西段，机场西-西安北站段）唯一的岛式站台车站，亦与机场西站同为西安地铁仅有的两座不采用汉语拼音作为英文站名的车站。

## 车站结构
本站14號線车站为地下一层地面一层半地下島式站台车站，另外預留12號線與17號線的月台。
| 地面 站厅层     | 站厅、出入口             | 客务中心、自动售票机、进出站闸机、长安通自助机、出入口 |
| 地下一层 站台层 |                          | 14号线往机场西 （终点站）                              |
| 地下一层 站台层 | 岛式站台，左側開门       |                                                        |
| 地下一层 站台层 | 14号线往贺韶（空港新城） |                                                        |

## 出入口
本站共有2个出入口。
|      |      |      |
| 编号 | 指引 | 图片 |
| A    |      |      |
| B    |      |      |

## 周边
- 西安咸陽國際機場T5航站楼

## 接驳公交
本站为西安咸阳国际机场的配套车站，公共交通指示以航站楼信息为主。此外，该机场的公路交通以机场巴士为主，常规公交线路较少。
| 航投大厦 | 航投大厦 | 航投大厦 | 航投大厦       | 航投大厦 |
| 编号     | 路线     | 路线     | 路线           | 备注     |
| -------- | -------- | -------- | -------------- | -------- |
| 1101     | 航投大厦 | ⇆        | 空港花园小镇南 |          |